# Товарищество Санкт-Петербургского вагоностроительного завода

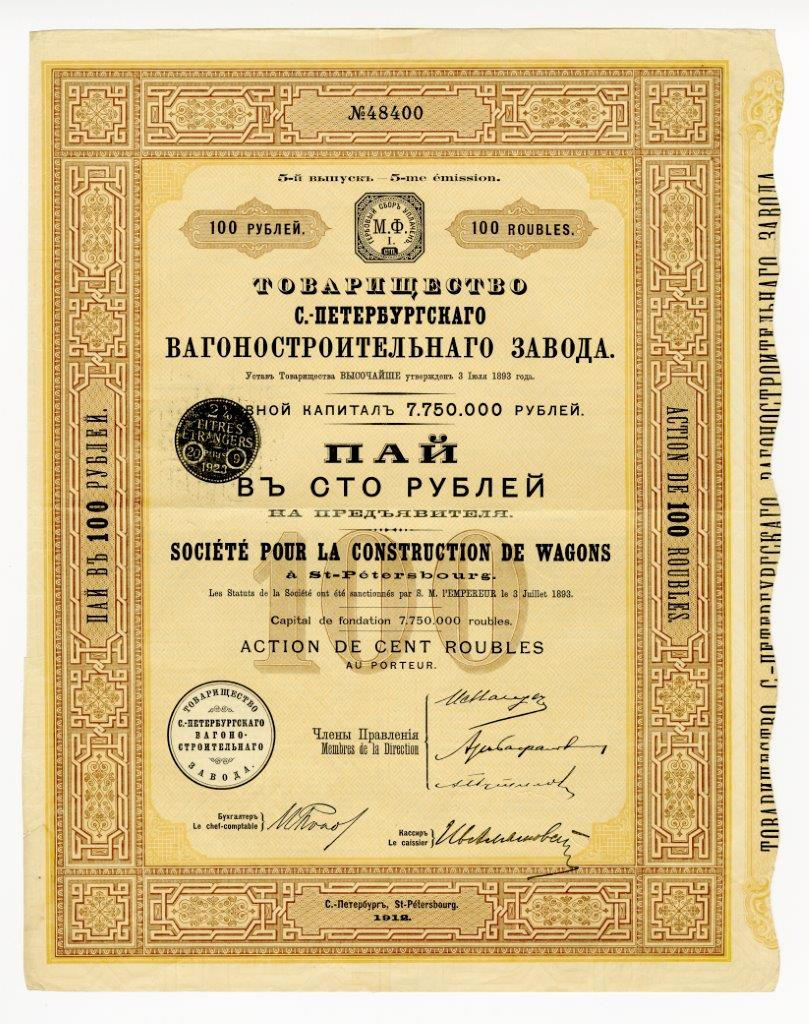
Пай в 100 руб. на предъявителя Товарищества Санкт-Петербургского вагоностроительного завода. С.-Петербург, 1912 г.

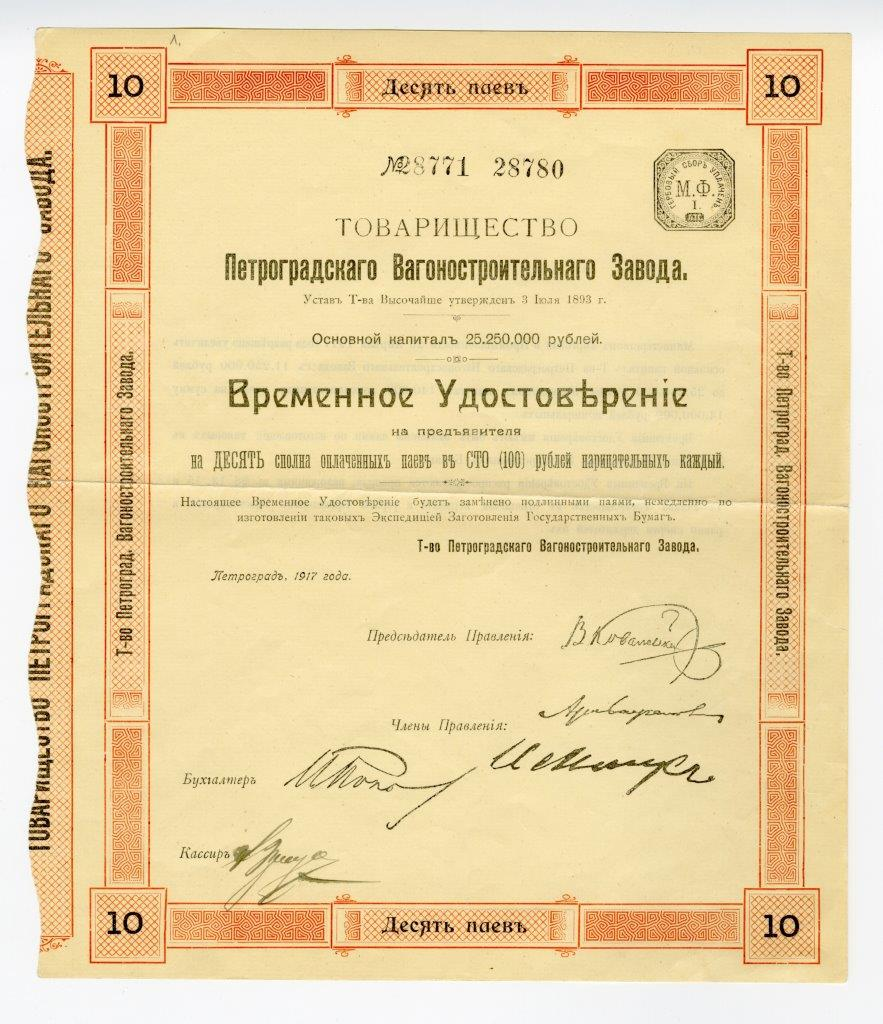
Временное удостоверение на предъявителя на десять сполна оплаченных паёв в 100 руб. нарицательных каждый Товарищества Петроградского вагоностроительного завода. Петроград, 1917 г.

Товарищество Санкт-Петербургского (в 1914—1918 гг. Петроградского) вагоностроительного завода осуществляло свою деятельность с 1893 (Устав Высочайше утвержден 3 июля 1893 г.) по 1918 г. Министерством торговли и промышленности Временного правительства 25 апреля 1917 года разрешено увеличить основной капитал Товарищества Петроградского вагоностроительного завода с 11250000 рублей до 25250000 рублей посредством выпуска 140000 дополнительных паев на сумму 14000000 рублей номинальных.
Производство Товарищества находился за Московской заставой, за южной границей тогдашней столицы Российской империи, между веткой Варшавской железной дороги и Московским (бывшим Забалканским) проспектом недалеко от Триумфальных ворот и изначально выполняло выгодные военные заказы на понтонные мосты, конные обозы, походные кухни и т. п.
Подъем российской промышленности  на рубеже XIX-XX вв. вызвал бурный рост железнодорожного строительства. Вскоре паровозы и вагоны стали основной продукцией предприятия. Для вывоза продукции, в 1897 году от станции Санкт-Петербург СПб-Варшавской жд к заводу был проложен подъездной путь, длиной 1,249 версты. Первый железнодорожный вагон Санкт-петербургского вагоностроительного завода был изготовлен уже в 1898 г.
Вот что указано в справочной информации по данному предприятию Центрального государственного архива Санкт-Петербурга. (Фонд Р-1373):

Постановлением СНХ Северного района от 20 августа 1918 г. завод «Товарищества Санкт-Петербургского вагоностроительного завода», построенного в 1874 г. Д. Смитом как столярная фабрика, после пожара 1880 г. восстановленного как завод столярно-механических изделий (15 мая 1884 г. продан саксонцу Фёдору Ретшке, которого народная молва переименовала в Речкина, отсюда и общепринятое дореволюционное название - завод Речкина), в 1892 г. завод покупают Эйлер и Пастор и основывают на его базе Товарищество столярных, механических и литейных заводов фирмы «Эйлер и Пастор», которое впоследствии переименовывают в вышеназванное Товарищество, национализирован и передан правлению «Петротяж».
В 1922 г. производству Товарищества Санкт-Петербургского вагоностроительного завода было присвоено имя революционера И. Е. Егорова, в начале 1990-х годов ЛВЗ имени И. Е. Егорова был приватизирован и трансформирован в ЗАО «Вагонмаш».